# صبحي منذر ياغي
صبحي منذر ياغي (1963 -) هو سياسي وكاتب وصحفي لبناني.

## حياته ونشأته
- من مواليد بعلبك- لبنان - الأول من أيار 1963.

- ماجستير في العلوم السياسية والإدارية
- حائز على شهادة مستشار دبلوماسي من مركز القاهرة للتحكيم بالتعاون مع جامعة الدول العربية

## مسيرته[3]
- امين للسر في مجلس النواب اللبناني -
- عضو نقابة الصحافة اللبنانية

- مارس التدريس في مدرسة راهبات القلبين الاقدسين في بعلبك من عام1985 حتى عام 2006 .
- مارس العمل الصحفي في ميادينه كافة.
- ترشح للانتخابات النيابية في زحلة عام 2013

### العمل الصحافي
- صحافي في أكثر من جريدة ومجلة- رافق الصحفي جبران تويني في أبرز مراحل النشاطات الصحفية والسياسية.
- كاتب سياسي في جريدة النهار
- المدير المسؤول لمجلة قمر
- صاحب ورئيس تحرير مجلة «اضاءات» –
- كتب في مجلة النهار العربي والدولي منذ العام 1985 حتى عام 1990
- كتب في جريدة الجمهورية – و في نداء الوطن، الماغازين –الأسبوع العربي– الجيش –الأفكار- السياسة الكويتية– زحلة الفتاة ،الأنباء،استجواب،قمر ، وغيرها من صحف.
- عمل مراسلاً لإذاعة صوت لبنان – إذاعة nbn
- مندوب وكالة الأنباء الكويتية ( كونا ) من عام 1993 حتى عام 2006
- مدير تحرير جريدة بعلبك - محلية - بقاعية -اجتماعية
- صاحب ومدير موقع ليبانون تاور الإلكتروني

### العضوية في الجمعيات
- عضو نقابة الصحافة اللبنانية -
- عضو الهيئة الإدارية للحركة الثقافية في لبنان
- عضو في منتدى الفكر التقدمي في لبنان.
- رئيس ومؤسس جمعية الوعي والإنماء.
- عضو نادي دبي للصحافة
- مستشار دبلوماسي بموجب شهادة مصدقة من جامعة الدول العربية

### في ميدان الشعر
يكتب الشعر والنثر بقالب أدبي مبدع - وله عدة كتابات شاعرية منها ديوان ( اتق شر من أحببت عينيه) عام 2016 عن دار الفكر العربي - .. ودواوين تحت الطبع .

## الجوائز
- حائز على عدة جوائز منها جائزة الشاعر سعيد عقل في تشرين الثاني 2002 على «كلمة شجاعة» وردت في تحقيق صحفي له عن تهريب الآثار في لبنان في جريدة النهار- صاحب مجلة اضاءات-
- حائز على شهادة تقدير من وزير الزراعة السابق شوقي فاخوري على نشاطاته الصحفية لدعم الزراعة اللبنانية .
- شهادات تقدير من جامعات واندية ومراكز دراسات
- دروع تقدير من جمعيات وجامعات وأندية ...
- شارك في مؤتمرات وندوات وامسيات ومهرجانات سياسية وثقافية في لبنان والخارج